# Nikolina Kovačić
Nikolina Kovačić (ur. 30 kwietnia 1988) – chorwacka siatkarka, grająca jako atakująca. 
Obecnie występuje w drużynie Volero Zurych.